# جايد نيكول

جايد نيكول (بالإنجليزية: Jayde Nicole)‏ هي عارضة وسيدة أعمال كندية ولدت في 19 فبراير 1986، تم اختيارها بلاي بوي بلاي ميت لشهر يناير 2007.

## وصلات خارجية
- جايد نيكول على موقع IMDb (الإنجليزية)
- جايد نيكول على موقع قاعدة بيانات الفيلم (الإنجليزية)
- جايد نيكول على موقع كينوبويسك (الروسية)